# Mohammed Nasser
Mohammed Nasser Mesmari (Dubai, 18 marzo 1988) è un calciatore emiratino, attaccante del Al-Wasl.

## Palmarès

### Club
- UAE Arabian Gulf League: 2

Al-Ain:  2011-2012
Al Shabab:  2007-2008
- Coppa dei Campioni del Golfo: 1

Al Shabab: 2011
- UAE Super Cup: 1

Al-Ain: 2012
- Etisalat Emirates Cup: 1

Al Shabab: 2010-2011